# Niels de Aarhus

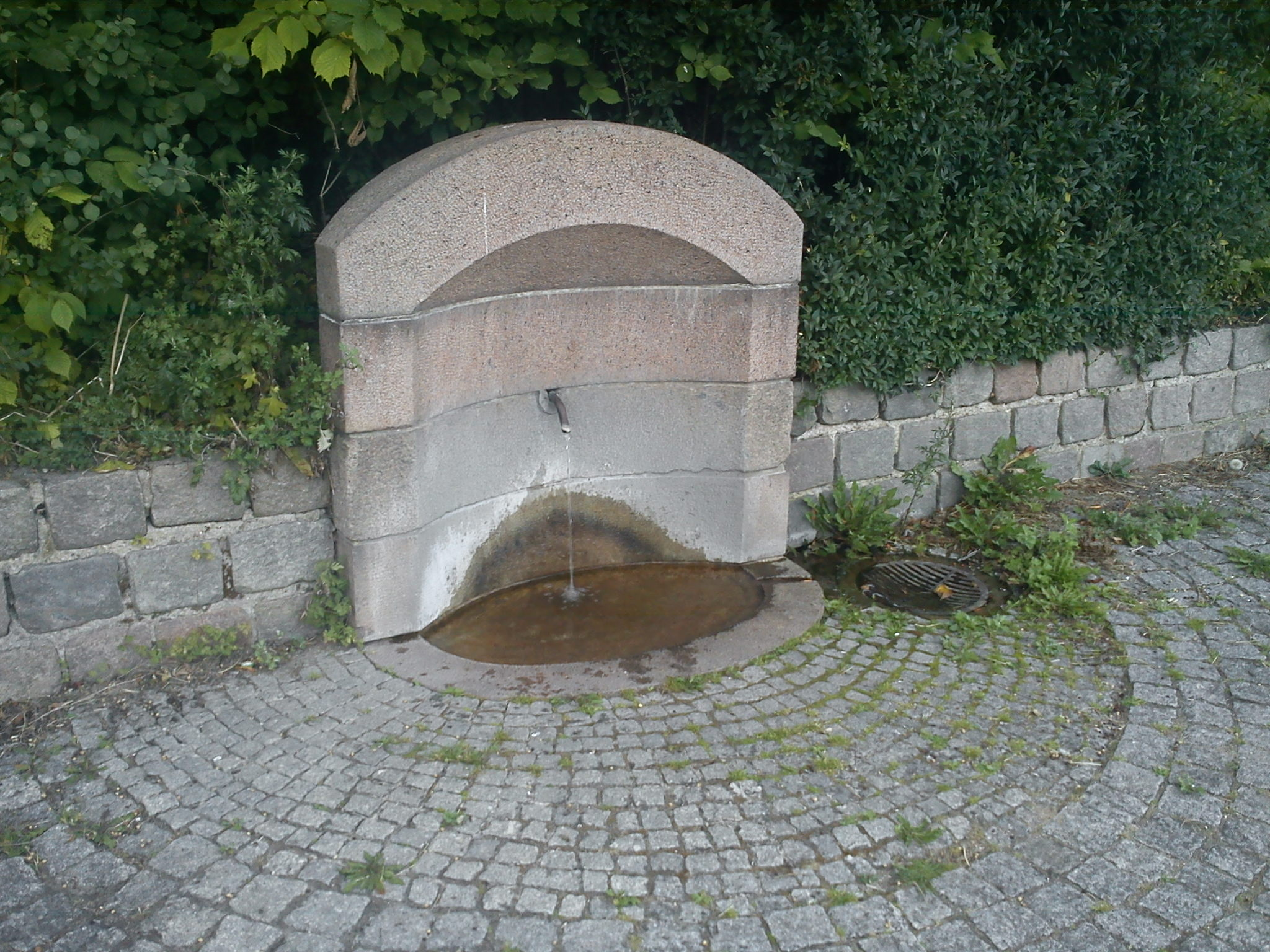
Hellig Niels 'Kilde (lit .: Holy Niels' Spring) em Frederiksbjerg em Aarhus.

São Niels de Aarhus ou Niels, o Santo (em dinamarquês:  Niels den Hellige; antes de 1157 - 1180) foi um príncipe dinamarquês que viveu uma vida ascética e foi reverenciado como santo em Aarhus até o século XVIII, embora nunca tenha sido canonizado.

## Biografia
Nascido Niels Knudsen, ele era filho ilegítimo do Rei Canuto V com uma mulher desconhecida. Ele era irmão do Bispo Valdemar de Schleswig. Ele provavelmente foi nomeado após seu bisavô, o rei Niels da Dinamarca.

Quando jovem, o Príncipe Niels perdeu o interesse pela vida na corte e se retirou para a vila de Skibby perto de Aarhus, onde construiu uma igreja com suas próprias mãos. Ele viveu uma vida santa e ajudou as pessoas na área ao redor de Aarhus. Um dia, enquanto ele e alguns homens da cidade estavam derrubando árvores para construir outra igreja em Viby, perto do mar, um dos homens reclamou que estava com sede. São Niels orou por água e uma fonte apareceu para matar a sede do homem; A primavera de São Niels (Hellig Niels 'Kilde) existe desde então. Tem sido um local de peregrinação por centenas de anos e muitas curas milagrosas teriam acontecido lá, especialmente no dia de São João. Em seu leito de morte em 1180, São Niels pediu para ser sepultado na "igrejinha à beira-mar" (São Clemente). Ele foi enterrado no cemitério da Igreja de São Clemente. A Catedral de Aarhus foi erguida mais tarde perto do local e se tornou o centro da veneração local de São Niels de Aarhus (também chamado de São Nicolau).